# Маячка (Донецкая область)
Мая́чка (укр. Маячка; до 2016 года — Октя́брьское) — село в Черкасской поселковой общине Краматорского района Донецкой области Украины.

## История
13 мая 2014 года пророссийские боевики устроили засаду в окрестностях села. В результате нападения террористов на колонну 95-й аэромобильной бригады Вооруженных сил Украины погибли 6 десантников, 9 получили ранения и контузии, а также один военный погиб от полученных ранений во время транспортировки в вертолете в госпиталь.

## Общие сведения
Население по переписи 2001 года составляло 95 человек. Почтовый индекс — 84190. Телефонный код — 626.

## Местная власть
84162, Донецкая область, Краматорский район, пгт Черкасское, ул. Ясная, 3.